# Melanie Blatt
Melanie Ruth Blatt (Londra, 25 marzo 1975) è una cantante britannica.

## Biografia
Nata nel borgo londinese di Camden, ha raggiunto il successo planetario nel 1997 come membro del gruppo femminile All Saints, pluripremiato ai BRIT Awards. Il gruppo si è sciolto nel 2001 per poi riformarsi altre due volte nel 2006 e nel 2013.
Nel 2001 ha cantato con gli Artful Dodger nel singolo TwentyFourSeven.
Nel 2003 ha iniziato a lavorare col team di produzione Xenomania e ha pubblicato il singolo Do Me Wrong. Tuttavia il suo album da solista non è uscito.
Nel 2005 è tornata alla musica facendo uscire un altro singolo, See Me. Ha preso parte alla reunion delle All Saints l'anno seguente.
Dal 2007 lavora in televisione presentando il programma musicale The Hot Desk.
Nel 2013 è diventata "giudice" di X Factor Nuova Zelanda.

## Vita privata
Fino al 2006 è stata sposata col bassista Stuart Zender, da cui ha avuto una figlia nata nel 1998

## Discografia

### Solista
Singoli
- 2003 - Do Me Wrong
- 2005 - See Me